# Paxson (Alaska)
Pour les articles homonymes, voir Paxson.
Paxson est une census-designated place située à la jonction entre la Denali Highway et la Richardson Highway, dans la région de recensement de Valdez-Cordova en Alaska, aux États-Unis,. Sa population en 2010 était de 40 habitants.

## Situation - climat
Elle est située sur les rives du lac Paxson, au kilomètre 298 de la Richardson Highway, à son intersection avec la Denali Highway, à 100 km de Gulkana.
Les températures moyennes vont de −30 °C en janvier à −17 °C en janvier et de 10 °C en janvier à 22 °C en juillet.

## Histoire
De nombreuses fouilles archéologiques ont montré que le site avait été habité depuis au moins 10000 ans. En 1906, Alvin Paxson y établit un relais puis, l'agrandit, tandis que la poste suivait. La Denali Highway a été construite dans les années 1950 depuis Paxson jusqu'à Cantwell, et le Parc national et réserve de Denali, seul accès au parc avant la construction de la George Parks Highway.
Actuellement, on trouve cinq hébergements à Paxson, ainsi que plusieurs boutiques de souvenirs, une poste, une station d'essence et des boutiques d'alimentarion. L'activité de la localité est tournée vers le tourisme en été, et par la chasse et les activités de subsistance pour les résidents permanents.

## Démographie
Lors du recensement de 2010, la census-designated place comptait une population de 40 habitants.
| 1980 | 1990 | 2000 | 2010 | - | - |
| ---- | ---- | ---- | ---- | - | - |
| 30   | 30   | 43   | 40   | - | - |